# Batalla de Peteroa
La batalla de Peteroa fue un enfrentamiento militar en el contexto de la guerra de Arauco sucedida en 1556. Su ubicación fue en un llano junto a un pequeño afluente del río Mataquito llamado Peteroa. La batalla enfrentó a las fuerzas españolas al mando de Pedro de Villagra y las fuerzas mapuches de Lautaro. Tras destruir Concepción y Angol, la guerra se vio paralizada por dos años, en los que se vivió una terrible epidemia y hambruna. Mientras tanto en el norte las victorias araucanas indujeron a las rebeliones de los promaucaes en Gualemo y de picunches en el valle del Aconcagua, pero fueron surpimidas. En 1556 los promaucaes enviaron un mensaje al caudillo mapuche con la promesa de apoyar a las tribus de Arauco para atacar el núcleo del poder español en Santiago de Chile.

## Desarrollo
En mayo de ese año Lautaro marchó con un ejército al norte del río Biobío, esperando instigar la rebelión de los mapuches hasta el río Itata. Logró reclutar guerreros porque habían sido conquistados hacía solo pocos años por el prestigio que le daban sus anteriores victorias.
Tras esto, Lautaro siguió marchando hacia Santiago. Después de cruzar el río Maule acampó cerca del actual Teno, en un lugar llamado Peteroa.  Cuando Lautaro llegó a tierras aliadas a los españoles, las atacó y masacró a sus habitantes. Los refugiados escaparon a Santiago en búsqueda de ayuda y protección. Después de que Lautaro venciera a 20 jinetes españoles al mando de Diego Cano, el toqui construyó una fortaleza inundando la tierra a su alrededor para obstaculizar a los españoles si le atacaban.

## Consecuencias
Posteriormente una tropa mayor enviada desde Santiago, encabezada por Pedro de Villagra, asedió la fortaleza muriendo 200 araucanos y 4 españoles, pero aun así los mapuches resistieron. Sin embargo, las altas pérdidas y la proximidad de refuerzos enemigos persuadieron a Lautaro de abandonar la posición y retroceder al sur del Maule. Parte de la caballería española salió en su persecución, comandada por Juan Godíñez, casi destruyendo parte de su ejército al cogerle por sorpresa persuadiendo así al toqui de marchar más al sur hacia el río Itata para reorganizarse.